# 兴州街道
兴州街道，是中华人民共和国陕西省汉中市略阳县下辖的一个街道办事处。
2015年，陕西省民政厅批复同意撤销略阳县城关镇，设立兴州街道办事处。

## 行政区划
兴州街道下辖以下地区：
南街社区、北街社区、新城社区、东关社区、大沟口社区、中学路社区、象山湾社区、略钢社区、略电社区、临江社区、南坝村、官地山村、何家坟村、谢家坪村、七里店村、马桑坪村、大坝村、劝溪沟村、荷叶坝村、夹门子村、两流水村、安坪沟村、龙洞沟村、安林沟村、两河口村、吴家营村、牌坊坝村、干水磨村和磨坝村。